# Affärsman
Affärsman (om man) eller affärskvinna (om kvinna) är en person som sköter om kontakter och affärsuppgörelser på ett företag. Personen innehar ofta en högre post och gör affärer med andra företag.
Termerna affärsman/affärskvinna syftar på en person som, i regel yrkesmässigt och regelbundet, gör stora eller många affärer. En förutsättning för att kallas affärsman är att verksamhetens mål är lönsamhet, vilket sammanfaller med begreppet affärsmässighet och målet med företagande som sådant.

## Etymologi
Ordet affärsman är belagt i svensk text sedan 1822. Ordet är en sammansättning av affär och man, där det förstnämnda finns i svensk text sedan 1776. Det är taget från franskans affaire och ursprungligen à faire, 'att göra'. Betydelseutvecklingen motsvarar tyskans Geschäft ('affärer', ursprungligen 'det man sysslar med') och engelskans business ('affärer', ursprungligen 'upptagenhet').